# José Claudio Antolinez
José Claudio Antolinez, né à Madrid en 1635, et décédé à Madrid le 30 mai 1675, est un peintre espagnol.

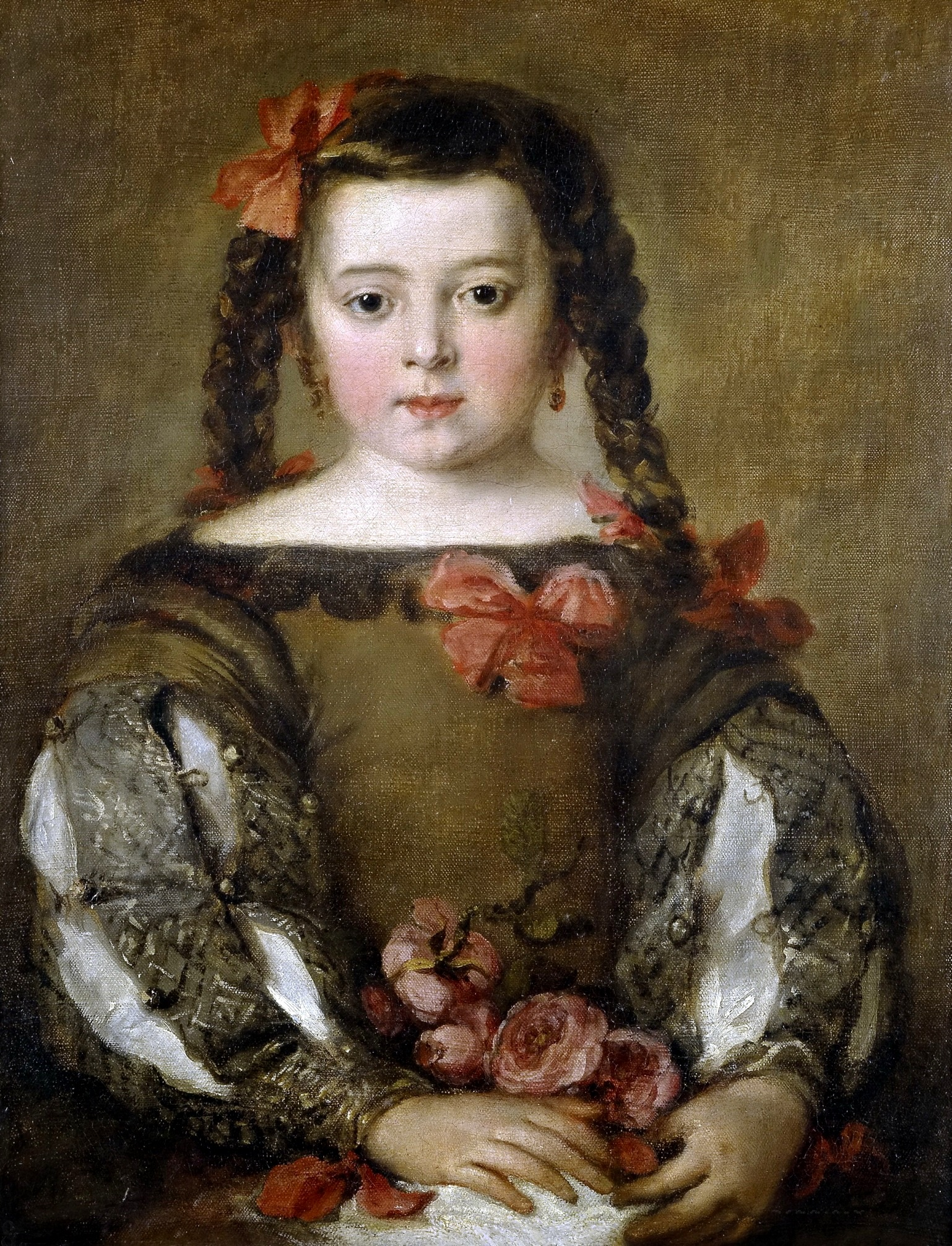
Una niña (1660), Musée du Prado, Madrid

## Biographie
Bien que son père soit un artisan, il naît dans une famille aisée qui possède une belle propriété à Espinosa de los Monteros. Comme son frère Francisco, il a toujours eu des prétentions aristocratiques, et intente même une action en 1662 pour la reconnaissance de sa noblesse.
Il amorce sa formation de peintre auprès de Julián González de Benavides, un modeste peintre qui, en 1653, est devenu son beau-père.  Paysagiste, il apprend ainsi tous les rudiments de son art dans sa ville natale, puis part pour Madrid où il continue ses études dans l'atelier de Francisco Rizi avec qui entre bientôt en conflit. Son art se distingue bientôt par le charme de sa couleur.
Il est connu pour ses heureuses versions de l'Immaculée Conception (1665, au musée du Prado ; 1666, au musée national d'art de Catalogne, Barcelone, et au musée  Lázaro Galdiano, Madrid ; 1668, Alte Pinakothek, Munich). 

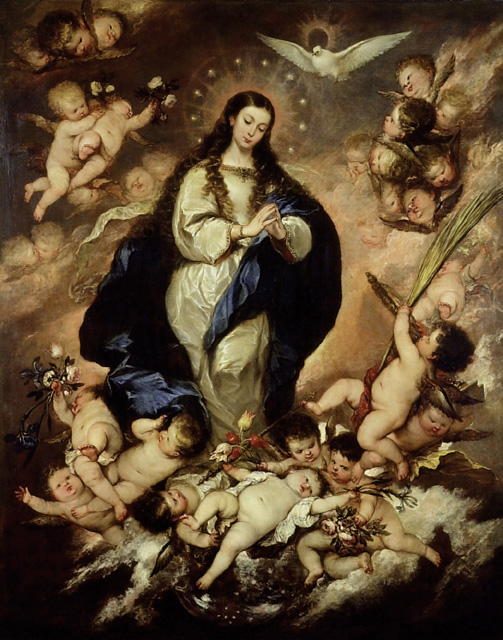
Immaculée Conception Ashmolean Museum, University of Oxford
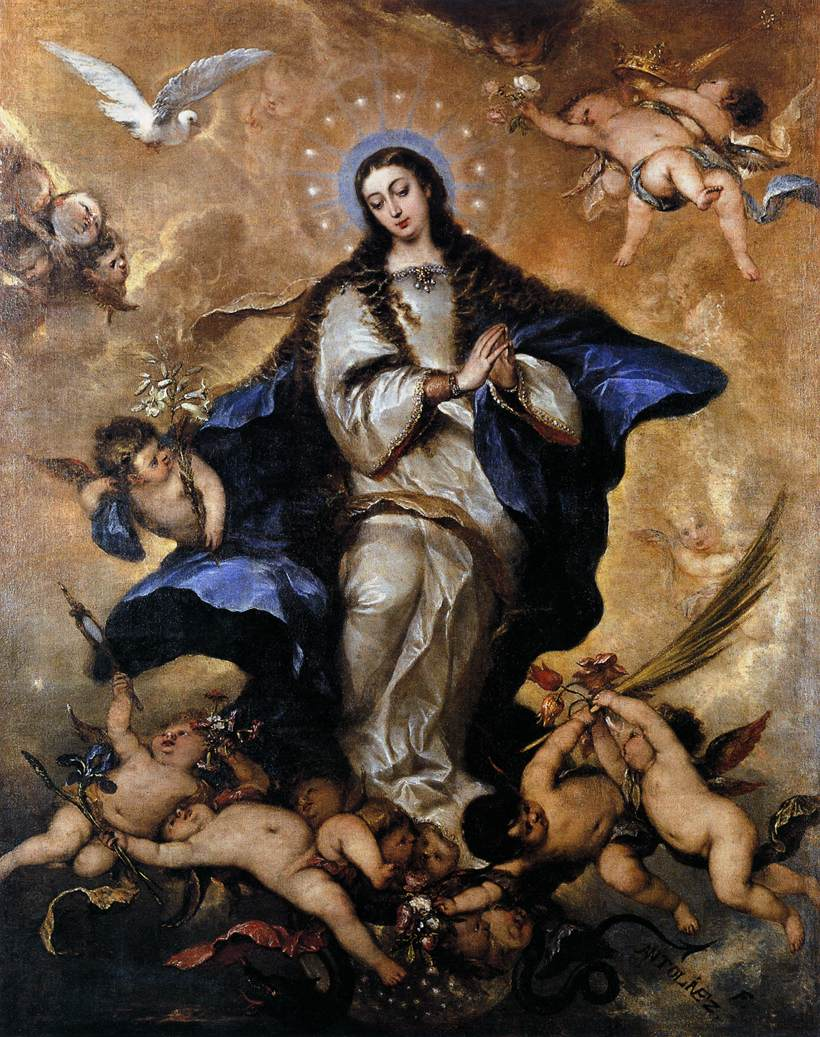
Immaculée Conception Musée des beaux arts de Bilbao
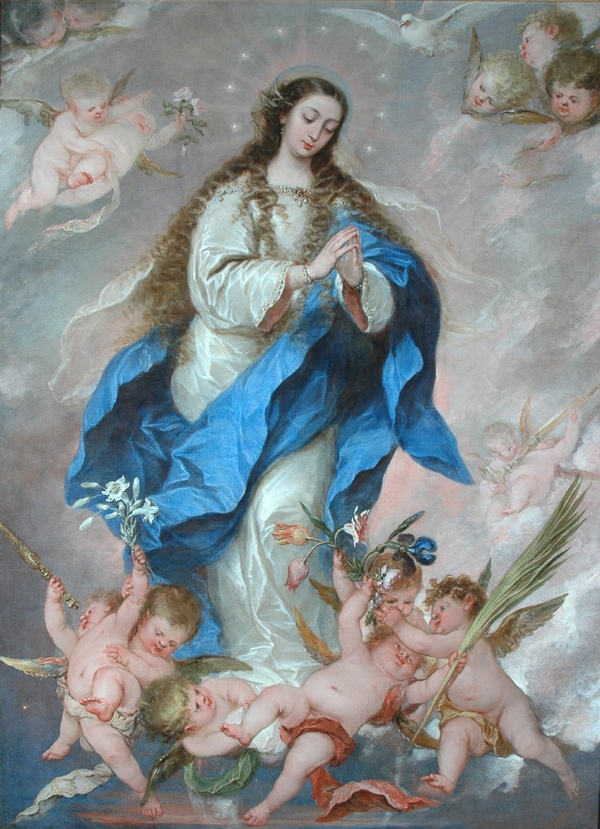
Immaculée Conception Bowes Museum
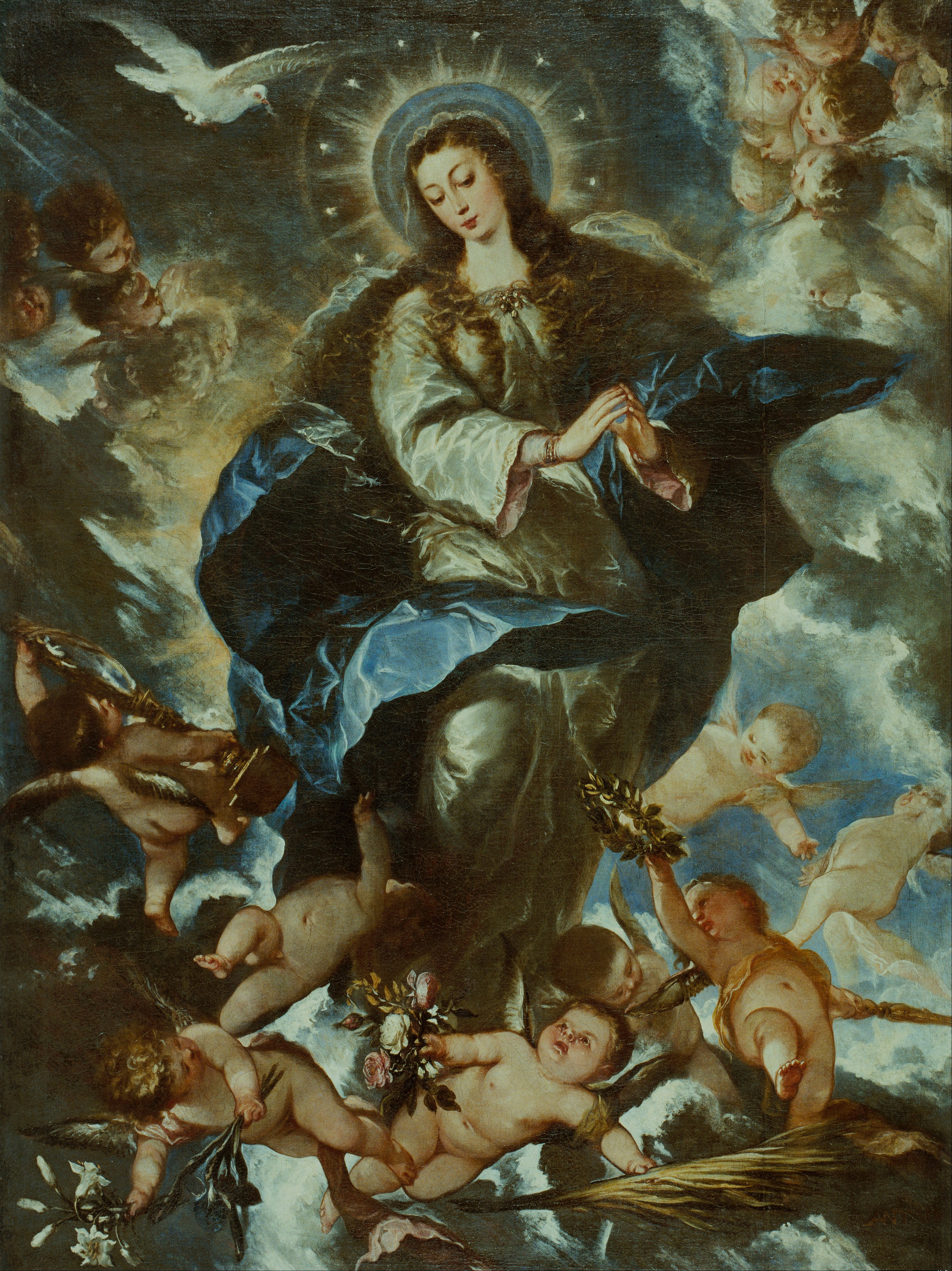
Immaculée Conception Musée national d'art de Catalogne
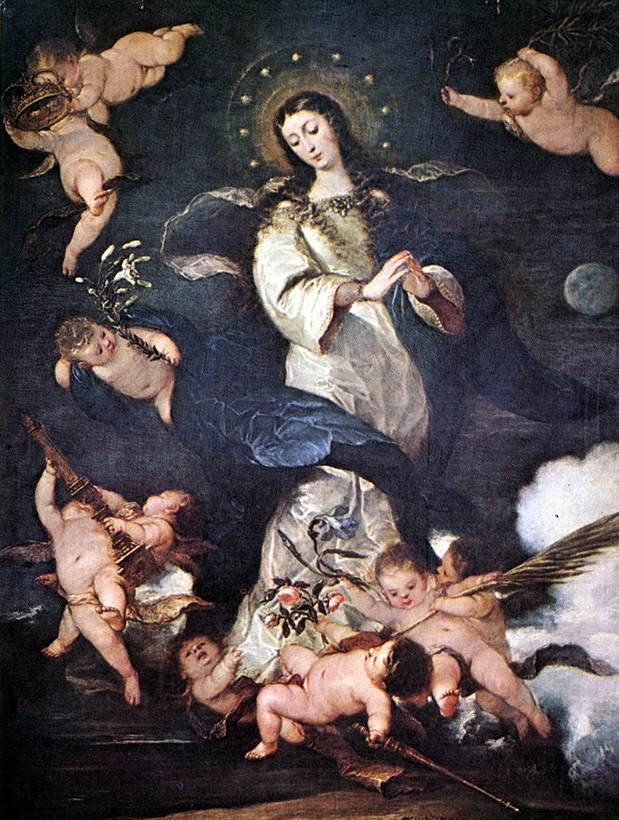
Immaculée Conception Musée Lázaro Galdiano

Il a aussi peint des portraits et joui d'une certaine réputation comme peintre de sujets mythologiques.
Passionné d'escrime, s'épuisant dans un assaut en dépit de courbatures, il contracte une fièvre, puis tombe malade et meurt peu après.

### Caractère
Vaniteux et jaloux, il se montre très moqueur et n'épargne guère ses confrères. Ainsi, pendant que son maître exécutait les toiles de fond pour le théâtre du Buen-Retiro, il l'appelle le peintre de paravents. Rizi obtient alors de l'alcade un ordre lui enjoignant de venir l'aider sous peine d'une amende de cent ducats. En dépit de ce caractère déplaisant, il est estimé et ses toiles sont fort recherchées par les amateurs.

## Œuvres
- Una niña (1660), Musée du Prado, Madrid
- Muerte de Lucrecia (1663), Comyn collection, Barcelone
- Immaculate (vers 1665), Musée des beaux-arts de Bilbao
- La Inmaculada Concepción (1666), Musée Lazare Galdiano, Madrid
- Bacanal con niños (vers 1670), Museo de Bellas Artes de Córdoba
- Éxtasis de la Magdalena (vers 1670), Musée national d'art de Roumanie, Bucarest
- Inmaculada Concepción (vers 1670), Ashmolean Museum, Oxford
- Santa Rosa de Lima ante la Virgen (vers 1670), Musée des beaux-arts de Budapest
- Martirio de San Sebastián (1673), Museo Cerralbo, Madrid
- El tránsito de la Magdalena (vers 1672), Musée du Prado, Madrid
- Suicidio de Cleopatra, (vers 1675), collection particulière